# Decade: Greatest Hits
A Decade – Greatest Hits az angol Duran Duran válogatásalbuma (amely az együttes első évtizedének legsikeresebb számait tartalmazta), amit 1989. november 15-én adtak ki.
A remix kislemez, a Burning the Groundot rádiókon keresztül adták ki, amelyet John Jones készített az előző évtized legsikeresebb dalaiból. A szám az albumra végül nem került fel. Szintén kihagyták a My Own Way és a New Moon on Monday dalokat, annak ellenére, hogy mindkettő a legjobb 20 pozíció egyikén volt a Brit kislemezlistán.
Az eredeti számokon kívül több remix is megjelent az albumon, például Nile Rodgers változatát a The Reflexből, illetve a Hungry Like the Wolf, a Notorious, a Skin Trade és Shep Pettibone kislemezverziója az I Don't Want Your Loveból.

## Számlista
| Decade (Standard Edition) | Decade (Standard Edition)                                    | Decade (Standard Edition) | Decade (Standard Edition) | Decade (Standard Edition) | Decade (Standard Edition) | Decade (Standard Edition) | Decade (Standard Edition) | Decade (Standard Edition) | Decade (Standard Edition) |
|                           | Cím                                                          | Hossz                     |                           |                           |                           |                           |                           |                           |                           |
| ------------------------- | ------------------------------------------------------------ | ------------------------- | ------------------------- | ------------------------- | ------------------------- | ------------------------- | ------------------------- | ------------------------- | ------------------------- |
| 1.                        | Planet Earth (a Duran Duran-ról [1981])                      | 4:07                      |                           |                           |                           |                           |                           |                           |                           |
| 2.                        | Girls on Film (a Duran Duran-ról [1981])                     | 3:30                      |                           |                           |                           |                           |                           |                           |                           |
| 3.                        | Hungry Like the Wolf (a Rio-ról [1982])                      | 3:25                      |                           |                           |                           |                           |                           |                           |                           |
| 4.                        | Rio (a Rio-ról [1982])                                       | 5:38                      |                           |                           |                           |                           |                           |                           |                           |
| 5.                        | Save a Prayer (a Rio-ról [1982])                             | 5:26                      |                           |                           |                           |                           |                           |                           |                           |
| 6.                        | Is There Something I Should Know? (1983)                     | 4:05                      |                           |                           |                           |                           |                           |                           |                           |
| 7.                        | Union of the Snake (a Seven and the Ragged Tiger-ről [1983]) | 4:20                      |                           |                           |                           |                           |                           |                           |                           |
| 8.                        | The Reflex (a Seven and the Ragged Tiger-ről [1983])         | 4:25                      |                           |                           |                           |                           |                           |                           |                           |
| 9.                        | The Wild Boys (az Arena-ról [1984])                          | 4:16                      |                           |                           |                           |                           |                           |                           |                           |
| 10.                       | A View to a Kill (a Halálvágta (1985) főcímdala)             | 3:33                      |                           |                           |                           |                           |                           |                           |                           |
| 11.                       | Notorious (a Notorious-ról [1986])                           | 3:58                      |                           |                           |                           |                           |                           |                           |                           |
| 12.                       | Skin Trade (a Notorious-ról [1986])                          | 4:25                      |                           |                           |                           |                           |                           |                           |                           |
| 13.                       | I Don't Want Your Love (a Big Thing-ről [1988])              | 3:47                      |                           |                           |                           |                           |                           |                           |                           |
| 14.                       | All She Wants Is (a Big Thing-ről [1988])                    | 4:36                      |                           |                           |                           |                           |                           |                           |                           |
| 59:50                     |                                                              |                           |                           |                           |                           |                           |                           |                           |                           |

| 1.  | Planet Earth                                     | 4:07 |
| 2.  | Girls on Film                                    | 3:30 |
| 3.  | Hungry Like the Wolf (130 B.P.M. Single Version) | 3:25 |
| 4.  | Rio                                              | 5:38 |
| 5.  | Save a Prayer                                    | 5:33 |
| 6.  | Is There Something I Should Know?                | 4:05 |
| 7.  | Union of the Snake                               | 4:20 |
| 8.  | The Reflex (7" Remix)                            | 4:25 |
| 9.  | The Wild Boys                                    | 4:16 |
| 10. | A View to a Kill                                 | 3:33 |
| 11. | Notorious (45 mix)                               | 3:58 |
| 12. | Skin Trade (Radio Cut)                           | 4:25 |
| 13. | I Don't Want Your Love (Shep Pettibone 7" Remix) | 3:47 |
| 14. | A Matter of Feeling                              | 5:56 |

| 1.  | Opening Titles                          |                               | 0:56 |
| 2.  | Planet Earth                            | Russell Mulcahy               | 4:08 |
| 3.  | Girls on Film                           | Godley & Creme                | 6:18 |
| 4.  | Hungry Like the Wolf                    | Mulcahy                       | 3:48 |
| 5.  | Rio                                     | Mulcahy                       | 5:09 |
| 6.  | Save a Prayer                           | Mulcahy                       | 6:12 |
| 7.  | Is There Something I Should Know?       | Mulcahy                       | 4:41 |
| 8.  | Union of the Snake                      | Simon Milne                   | 4:21 |
| 9.  | The Reflex                              | Mulcahy                       | 4:32 |
| 10. | The Wild Boys                           | Mulcahy                       | 7:47 |
| 11. | A View to a Kill                        | Godley & Creme                | 4:14 |
| 12. | Notorious                               | Peter Kagan Paula Greif       | 4:03 |
| 13. | Skin Trade                              | Kagan Greif                   | 4:30 |
| 14. | I Don't Want Your Love                  | Steve Lowe                    | 3:59 |
| 15. | All She Wants Is                        | Dean Chamberlain              | 4:37 |
| 16. | Violence of Summer (Love's Taking Over) | Andy Delaney Monty Whitebloom | 4:49 |
| 17. | Serious                                 | Delaney Whitebloom            | 4:02 |
| 18. | Ordinary World                          | Nick Egan                     | 4:46 |
| 19. | Come Undone                             | Julien Temple                 | 4:52 |

## Előadók
Az AllMusic adatai alapján.

### Technikusok
- Daniel Abraham – producer, hangmérnök, keverés
- Hans Arnold – illusztrátor
- John Barry – rendező
- Jason Corsaro – producer, hangmérnök, keverés
- Duran Duran – producer
- Bernard Edwards – producer
- Jonathan Elias – producer
- Laura Levine – fényképész
- Ian Little – producer, keverés
- Denis O'Regan – fényképész
- Steve Peck – keverés
- Shep Pettibone – producer, keverés
- Nile Rodgers – producer, keverés
- Bob Rosa – keverés
- Alex Sadkin – producer, keverés
- Stephen Sprouse – illusztrátor
- Colin Thurston – producer, hangmérnök

## Slágerlisták
| Év   | Slágerlista (1989) | Legmagasabb pozíció |
| ---- | ------------------ | ------------------- |
| 1989 | UK Albums (OCC)    | 5                   |
| 1989 | US Billboard 200   | 67                  |

## Kiadások
A Discogs adatai alapján.
| Régió                     | Év   | Formátum            | Kiadó             |
| ------------------------- | ---- | ------------------- | ----------------- |
| Világszerte               | 1989 | CD, Válog.          | EMI               |
| Egyesült Államok, Kanada  | 1989 | CD, Válog.          | Capitol Records   |
| Jugoszlávia               | 1989 | CD, Válog.          | Jugoton           |
| Magyarország              | 1989 | CD, Válog.          | Hungaroton        |
| Görögország               | 1989 | CD, Válog.          | Columbia          |
| Világszerte               | 1989 | LP, Válog.          | EMI               |
| Egyesült Államok, Kanada  | 1989 | LP, Válog.          | Capitol Records   |
| Jugoszlávia               | 1989 | LP, Válog.          | Jugoton           |
| Magyarország              | 1989 | LP, Válog.          | Hungaroton        |
| Dél-Afrika                | 1989 | VHS                 | E L M             |
| Egyesült Államok          | 1989 | VHS                 | Capitol Records   |
| Európa                    | 1989 | VHS                 | PMI               |
| Japán                     | 1989 | Laserdisc           | TOEMI Laservision |
| Mexikó                    | 1990 | LP, Válog., Kazetta | EMI               |
| Lengyelország             | 1991 | Válog., Kazetta     | Super Tape        |
| Európa, Brazília          | 1994 | CD, Válog., RE      | EMI               |
| Japán                     | 1996 | CD, Válog., RE      | EMI               |
| Ausztrália, Franciaország | 1998 | CD, Válog., RE      | EMI               |

## Fordítás
Ez a szócikk részben vagy egészben  a   Decade: Greatest Hits című angol Wikipédia-szócikk ezen változatának fordításán alapul.  Az eredeti cikk szerkesztőit annak laptörténete sorolja fel. Ez a jelzés csupán a megfogalmazás eredetét és a szerzői jogokat jelzi, nem szolgál a cikkben szereplő információk forrásmegjelöléseként.